# Vie de saint Denis
La Vie de saint Denis est un manuscrit enluminé datant de 1317 conservé à la Bibliothèque nationale de France. Commande des abbés de l'abbaye royale de Saint-Denis pour les rois de France, il contient la vie de l'un des saints les plus importants de la royauté française. Il contient aussi des miniatures représentant partiellement des scènes de vie quotidienne parisienne au XIVe siècle.

## Historique
L'exécution du manuscrit est initié par les abbés de Saint-Denis sous le règne de Philippe le Bel. Les notes contenues dans le manuscrit indiquent qu'il est réalisé par un des moines de l'abbaye appelé Yves et traduit partiellement en Français par un certain Boitbien. Il est achevé en 1317 et présenté par l'abbé Gilles de Pontoise au roi Philippe V le Long. Le manuscrit n'est à l'époque pas encore totalement achevé. La BNF conserve un fragment de la fin de la Vie (Latin 13836). Une copie contemporaine du manuscrit, complète celle-ci, est conservée elle aussi à la BNF (Latin 5286). Les enluminures de ce dernier exemplaire sont réalisées à l'encre.
Par la suite, le manuscrit reste en possession des rois de France jusqu'à Charles VI. Il est signalé ensuite dans les collections de Jeanne de Laval, femme de René d'Anjou, puis dans celle de Philippe de Béthune au XVIIe siècle. Il entre à la bibliothèque royale en 1662.

## Description
Le manuscrit, scindé en trois volumes et un fragment du troisième détaché, présente la vie légendaire du saint patron de Paris et de l'abbaye. Comme toutes les vies de saint Denis, elle mélange les miracles du saint parisien avec les actes de l'athénien Denys l'Aréopagite. Le manuscrit contient dans son état actuel 77 grandes miniatures. Toutes contiennent un encadrement architectural doré, probablement inspiré des pièces d'orfèvrerie de l'époque.
Sur 23 de ces miniatures, la moitié inférieure représente des scènes de la vie quotidienne à Paris à l'époque de la réalisation du manuscrit : sont représentés des activités artisanales et commerciales : marchands, mariniers, médecin, boulanger... Il s'agirait d'un hommage au bon gouvernement des capétiens sur leur capitale. 